# نورالله نور
نورالله نور (انگلیسی: Nour Ullah Noor؛ زادهٔ ۸ ژوئن ۱۹۴۴) یک کشتی‌گیر فرنگی اهل افغانستان است.
وی در بازی‌های المپیک تابستانی ۱۹۶۴ شرکت کرده است.